# Cups (Mancala-Spiel)
Cups (deutsch Becher) ist eine moderne Mancala-Variante, die 1965 von den jüdischen Korbmachern Arthur und Wald Amberstone (Vater und Sohn) erfunden wurde.

## Geschichte
Beide Erfinder sind, zusammen mit Sid Sackson, Gründungsmitglieder des N.Y.G.A. (New York Games Associates), einem Club für Spieleerfinder. Wald Amberstone ist heute in den USA ein bekannter Tarot-Lehrer. 
Das Spiel wurde 1969 von Sid Sackson in dem Buch A Gamut of Games beschrieben, welches 1981 ins Deutsche übersetzt wurde. In Deutschland heißt eine Variante, die auf einem kleineren Brett gespielt wird, BohnDuell oder Bohnenduell. Seit März 2003 finden in der Brettspielwelt BohnDuell-Turniere statt. Es gibt eine BohnDuell-Gilde, die eine Elo-Liste der besten Spieler führt.

## Spielregeln

### Material
Cups wird auf einem Brett gespielt, das aus zwei Becherreihen besteht. Jede Reihe hat vier bis zehn Becher, die als Spielmulden dienen. Am rechten Ende jeder Reihe steht ein Topf, der die gefangenen Bohnen aufnimmt. Jedem Spieler gehört die Reihe, die auf seiner Seite liegt, und der Topf rechts von ihm. 
Für jeden Becher gibt es zehn Bohnen, die als Spielsteine dienen. Hat jeder Spieler zehn Becher (wie in der Abb. oben), braucht er also 100 Bohnen. Die Bohnen befinden sich am Anfang der Partie im Vorrat und werden erst nach und nach ausgespielt.

### Ziehen und Schlagen
Jeder Spieler spielt nur auf seiner Bretthälfte. In jedem Zug nimmt ein Spieler eine Bohne bis maximal so viele Bohnen aus seinem Vorrat, wie er Spielmulden hat, und verteilt sie einzeln von links nach rechts in die Becher seiner Reihe. 
Wenn die letzte Bohne in einen leeren Becher fällt und die gegenüberliegende Spielmulde des Gegners gefüllt ist, schlägt man deren Inhalt, nicht jedoch die letzte verteilte Bohne. Die geschlagenen Bohnen werden in den eigenen Topf gelegt.
Anstatt Bohnen aus dem Vorrat auszuspielen, kann man auch den Inhalt eines eigenen Bechers einzeln nach rechts hin verteilen, sofern die letzte Bohne in den Topf fällt. 
Es ist nicht erlaubt, auf den Zug zu verzichten. Kann ein Spieler nicht mehr ziehen, muss sein Mitspieler so lange weiterspielen, bis auch er nicht mehr ziehen kann.

### Spielende
Die Partie ist beendet, wenn kein Spieler mehr ziehen kann. Die Bohnen, die dann noch auf dem Brett liegen, werden nicht gezählt. Es gewinnt, wer die meisten Bohnen geschlagen hat.
Bei dem größten Brett reichen 101 Bohnen, bei BohnDuell, das auf einem 2 × 4 Brett gespielt, sogar nur 41, um dies zu erreichen. Ein Unentschieden ergibt sich, wenn beide Spieler am Ende gleich viele Bohnen gewonnen haben.